# ヨハン・ショーベルト

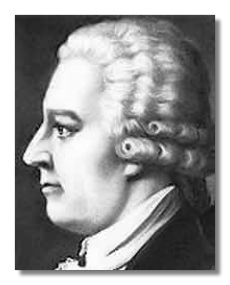
Johann Schobert

ヨハン・ショーベルト（Johann Schobert、生年月日不詳 - 1767年8月28日）は、ドイツ出身のフランスの作曲家・クラヴサン奏者。

## モーツアルトへの影響
ショーベルトは、少年時代のモーツァルトがフランス風のロココ趣味に傾倒するきっかけを与えた人物として有名である。それにより、父のレオポルト・モーツァルトからは疎ましがられた。
少年時代のモーツァルトはショーベルトのソナタの楽章を研究して自作（ヴァイオリンとクラヴィーアのためのソナタK.6～9）に反映させ、クラヴィーア協奏曲第2番の第2楽章として「クラヴィーアとヴァイオリンのためのソナタ」作品17-2を編曲して用いた。

## 生涯
ショーベルトの生地については確かなことがわかっていない。フリードリヒ・メルキオール・フォン・グリム男爵が示唆したところによると、恐らくシュレージエンの出身だが、あるいはクリスティアン・シューベルトが言うようにニュルンベルクの出身かもしれない。アルザス地方ではないかとする説もある。生年もまた不確かで、1720年ごろ、1735年ごろ、1740年ごろと様々な説が出されている。
1760年にパリに、コンティ公ルイ・フランソワ1世に仕える。鍵盤楽器のためのソナタ集をいくつか作曲しているが、そのほとんどは、一つ以上のオブリガート楽器が副えられている。ほかにチェンバロ協奏曲や交響曲、オペラ・コミック《 Le Garde-Chasse et le Braconnier （狩猟監視官と密猟者）》がある。
ショーベルトは美食家であり、1767年の夏に、パリ郊外のル・プレ＝サン＝ジェルヴェにてキノコ狩りを楽しんだ後、自宅で食用キノコと誤って毒キノコのスープを食してしまい、フランス人の妻と子供1人、そして家政婦を含む家族と、友人の医者ら4人と共に中毒死したという。